# Mackenzie Boyd-Clowes
Mackenzie Boyd-Clowes (født 13. juli 1991 i Toronto) er en canadisk skihopper, der har hoppet i World Cuppen siden 2009. Han har den canadiske ski flyvnings
rekord, der lyder på 224 meter sat i Planica d. 17 marts 2016.
Boyd-Clowes deltog under Vinter-OL i Vancouver og Sochi og blev 12 i begge holdkonkurrencer. Boyd-Clowes formåede, at gå videre fra første runde på den store bakke i Sochi hvor han sluttede på en samlet 25. plads. Hans bedste samlede World Cup resultat kom i den forgange sæson 2016/17 hvor det lykkedes Mackenzie at hente en plads som nr. 41 hjem til Canada.

## Vinter-OL
| Sæson | Dato                                       | Placering | Sted        | Event                   |
| ----- | ------------------------------------------ | --------- | ----------- | ----------------------- |
| 2010  | 12-02-2010 Kvalifikation 13-02-2010 Finale | 54.       | Vancouver   | Normal Bakke Individuel |
| 2010  | 19-02-2010 Kvalifikation 20-02-2010 Finale | 55.       | Vancouver   | Stor Bakke Individuel   |
| 2010  | 22-02-2010 Finale                          | 12.       | Vancouver   | Stor Bakke Hold         |
| 2014  | 08-02-2014 Kvalifikation 09-02-2014 Finale | 37.       | Sochi       | Normal Bakke Individuel |
| 2014  | 14-02-2014 Kvalifikation 15-02-2014 Finale | 25.       | Sochi       | Stor Bakke Individuel   |
| 2014  | 17-02-2014 Finale                          | 12.       | Sochi       | Stor Bakke Hold         |
| 2018  | 08-02-2018 Kvalifikation 10-02-2018 Finale | 26.       | Pyeongchang | Normal Bakke Individuel |
| 2018  | 16-02-2018 Kvalifikation 17-02-2018 Finale | 21.       | Pyeongchang | Stor Bakke Individuel   |

Mackenzie deltog for første gang ved de Vinter Olympiske Lege som 18-årig i hjemlandet Canada. Han kom aldrig videre fra kvalifikationen til finale runden men samlede en del erfaring som han brugte til næste Vinter OL i Sochi. Her forbedrede Mackenzie sig i begge individuelle konkurrencer og kom for første gang i finalerunden i Stor Bakke konkurrencen. Fire år senere i Pyeongchang, kom han for første gang videre til finale runden i normal bakke konkurrencen. Han sluttede som nummer 26 efter svære vindforhold. Han hentede sit bedste individuelle olympiske resultat nogensinde med en 21 plads på den store bakke!

## World Cup
Mackenzie Boyd-Clowes' world cup debut kom d. 24 januar 2009 i Whistler i hjemlandet Canada hvor han blev nr. 42 i første konkurrence. I konkurrencen dagen efter blev han nr. 49. Boyd-Clowes' første world cup point kom i hus under World Cuppen i Sapporo 2011. Han blev nr. 28 og 29 hvilket sikrede ham 5 World Cup point. Mackenzie Boyd-Clowes har sidenhen leveret meget stabilt i World Cuppen, og tog et pause år i sæsonen 2014-15.
Han kom tilbage i 2015-16 sæsonen, og leverede hans bedste sæson til dato ved, at blive nr. 44. Det overgik han året efter hvor han blev nummer 41 samlet og scorede en 12 plads i Klingenthal!

### Stilling
| Season  | Samlet | 4H | SF | RA  | W5  | P7  | NT  |
| ------- | ------ | -- | -- | --- | --- | --- | --- |
| 2008/09 | —      | —  | —  | N/A | N/A | N/A | —   |
| 2009/10 | —      | —  | —  | N/A | N/A | N/A | —   |
| 2010/11 | 71     | —  | —  | N/A | N/A | N/A | N/A |
| 2011/12 | 68     | 42 | —  | N/A | N/A | N/A | N/A |
| 2012/13 | 55     | 62 | 34 | N/A | N/A | N/A | N/A |
| 2013/14 | 55     | 43 | 16 | N/A | N/A | N/A | N/A |
| 2015/16 | 44     | 56 | 22 | N/A | N/A | N/A | N/A |
| 2016/17 | 41     | 40 | —  | 56  | N/A | N/A | N/A |
| 2017/18 | 47     | 47 | —  | 33  | 25  | 64  | N/A |

## Ski Flyvning-VM
Mackenzie Boyd-Clowes har deltaget i ski flyvnings VM tre gange i alt. Han blev nr. 36 i Vikersund i 2012 men har siden da forbedret sig, og blev nr. 30 i Harrachov. I 2016 i Kulm blev han nr. 27 og sprang 194 meter som er hans længste hop under et ski flyvnings VM.
Boyd-Clowes' ski flyvnings rekord lyder på 224 meter sat torsdag d.17 marts 2016 i Planica. Hoppet blev sat i en prøveomgang inden selve konkurrencen.
Ski Flyvnings VM:
| Sæson | Placering | Sted       | Hop 1  | Hop 2  | Hop 3  | Hop 4 | Point |
| ----- | --------- | ---------- | ------ | ------ | ------ | ----- | ----- |
| 2012  | 36.       | Vikersund  | 160.5m |        |        |       | 107.7 |
| 2014  | 30.       | Harrachov  | 175.5m | 149.0m |        |       | 298.5 |
| 2016  | 27.       | Kulm       | 194.0m | 165.5m | 131.0m |       | 364.4 |
| 2018  | 36.       | Oberstdorf | 147.0m |        |        |       | 102.3 |